# Argyrochosma
Argyrochosma, rod papratnjača iz potporodice Cheilanthoideae, dio porodice bujadovki (Pteridaceae), raširen po jugu Sjedinjenih Država, Meksiku i Južnoj Americi; jedna vrsta u Kini. Postoji 19 priznatih vrsta

## Vrste
1. Argyrochosma chilensis (Fée ex J. Rémy) Windham
2. Argyrochosma connectens (C. Chr.) G. M. Zhang
3. Argyrochosma dealbata (Pursh) Windham
4. Argyrochosma delicatula (Maxon & Weath.) Windham
5. Argyrochosma fendleri (Kunze) Windham
6. Argyrochosma flava (Hook.) M. Kessler & A. R. Sm.
7. Argyrochosma formosa (Liebm.) Windham
8. Argyrochosma incana (C. Presl) Windham
9. Argyrochosma jonesii (Maxon) Windham
10. Argyrochosma limitanea (Maxon) Windham
11. Argyrochosma lumholtzii (Maxon & Weath.) Windham
12. Argyrochosma microphylla (Mett. ex Kuhn) Windham
13. Argyrochosma nivea (Poir.) Windham
14. Argyrochosma pallens (Weath.) Windham
15. Argyrochosma palmeri (Baker) Windham
16. Argyrochosma peninsularis (Maxon & Weath.) Windham
17. Argyrochosma pilifera (R. M. Tryon) Windham
18. Argyrochosma stuebeliana (Hieron.) Windham
19. Argyrochosma tenera (Gillies ex Hook.) M. Kessler & A. R. Sm.

## Sinonimi
- Notholaena sect.Argyrochosma J.Sm.